# Donacoscaptes indistinctalis
Donacoscaptes indistinctalis là một loài bướm đêm trong họ Crambidae.